# Roman Sikorski
Roman Sikorski (ur. 11 lipca 1920 w Mszczonowie, zm. 12 września 1983 w Warszawie) – polski matematyk, profesor Uniwersytetu Warszawskiego i Instytutu Matematycznego PAN, członek rzeczywisty PAN, autor prac z logiki matematycznej, algebr Boole’a, topologii, funkcji rzeczywistych, analizy funkcjonalnej (teoria wyznacznikowa dla pewnego typu operatorów liniowych ograniczonych na przestrzeniach Banacha), oryginalne ujęcie teorii dystrybucji.

## Życiorys
Urodził się w rodzinie Ignacego i Józefy z Wasilewskich. Szkołę średnią ukończył w Żyrardowie w 1937. Studia rozpoczął w czasie II wojny światowej, był żołnierzem Armii Krajowej, aresztowany, ukrywał się. Kształcił się na tajnych kompletach. 
Studia matematyczne ukończył w 1947 w Uniwersytecie Warszawskim, ale już od 1945 prowadził zajęcia dla studentów jako pomocniczy pracownik naukowy. W 1948 przebywał 8 miesięcy na stypendium w Zurychu, gdzie napisał pracę doktorską pt. Nieskończenie addytywne ciała Boole'a, w której udowodnił twierdzenie, nazwane później twierdzeniem Loomisa-Sikorskiego o reprezentowalności {\displaystyle \sigma }-algebr Boole'a. Po powrocie do kraju uzyskał stopień doktora na Wydziale Matematyczno-Przyrodniczym UW. W 1950 habilitował się i otrzymał nominację na docenta. W latach 1950/51 i 1951/52 był kolejno zastępcą profesora i profesorem kontraktowym Politechniki Warszawskiej, prowadząc także na UW wykłady zlecone. W 1952 powrócił na stałe na Uniwersytet Warszawski, początkowo na stanowisko profesora kontraktowego. W 1954 otrzymał tytuł profesora nadzwyczajnego, a w roku 1957 - profesora zwyczajnego. W latach 1960–1970 był kierownikiem Katedry Funkcji Rzeczywistych, a w latach 1970–1980 kierownikiem Zakładu Analizy Matematycznej. 
Pracował również w Instytucie Matematycznym Polskiej Akademii Nauk, gdzie w latach 1949–1974 był samodzielnym pracownikiem nauki, w latach 1964–1967 wicedyrektorem, a w latach 1967–1970 dyrektorem tego instytutu. 
W 1962 został członkiem korespondentem, a w 1972 członkiem rzeczywistym PAN. Od 1946 był członkiem Polskiego Towarzystwa Matematycznego, latach 1951–1955 pełnił funkcję sekretarza generalnego, w latach 1957–1965 wiceprezesa Zarządu Głównego, a w latach 1965–1977 prezesa PTM. W 1977 Walne Zgromadzenie PTM nadało mu tytuł członka honorowego. 
Od 1969 był zastępcą przewodniczącego Komitetu Nauk Matematycznych, a w latach 1972–1974 zastępcą sekretarza Wydziału III PAN. W latach 1975–1977 był też przewodniczącym Rady Naukowej Instytutu Matematyki Uniwersytetu Warszawskiego, a także członkiem Rady Naukowej Instytutu Matematyki Politechniki Warszawskiej. 
Wspólnie z Heleną Rasiową prowadził seminarium z algebry i teorii krat na Uniwersytecie Warszawskim. Był promotorem 8 doktoratów, w tym: Adama Buraczewskiego, Karola Krzyżewskiego, Marcina Kuczmy, Tadeusza Leżańskiego, Tadeusza Traczyka, Antoniego Wiwegera i Wacława Zawadowskiego. 
Razem z Heleną Rasiową udowodnił twierdzenie, nazywane dziś lematem Rasiowej–Sikorskiego. Lemat ten posłużył im do konstrukcji nowego dowodu twierdzenia Gödla. Wspólnie z Rasiową napisał też monografię The Mathematics of metamathematics (Matematyka metamatematyki, 1963). Ponadto jest autorem monografii Boolean Algebras (Algebry Boole’a, 1960), napisał również podręczniki: Funkcje rzeczywiste (t. I i II 1958–1959), Rachunek różniczkowy i całkowy. Funkcje wielu zmiennych (1967) i Wstęp do geometrii różniczkowej (1972). Lista ponad 113 publikacji jest w różnych bazach.
W 1967 uogólnił pojęcie rozmaitości różniczkowej do przestrzeni różniczkowej. Rozpowszechniał to pojęcie w swoim podręczniku. Po jego śmierci tę teorię rozwijali matematycy warszawscy (Zbigniew Żekanowski, Adam Kowalczyk, Wiesław Sasin) i krakowscy (Jacek Gruszczak, Piotr Multarzyński), stosując ją do problemu osobliwości w ogólnej teorii względności Einsteina. 
W 1945 ożenił się z Krystyną z Bobińskich (ur. 1917). Miał syna Krzysztofa (ur. 1946), który został inżynierem elektronikiem.
Zmarł w Warszawie, pochowany na cmentarzu Powązkowskim (kwatera 44-1-24).

## Ordery i odznaczenia
- Krzyż Komandorski Orderu Odrodzenia Polski (1974)
- Krzyż Oficerski Orderu Odrodzenia Polski (1968)
- Złoty Krzyż Zasługi (1955)
- Medal 30-lecia Polski Ludowej (1974)
- Medal 10-lecia Polski Ludowej (1955)
- Medal Komisji Edukacji Narodowej (1973)

Źródło:.

## Nagrody
- Nagroda PTM im. Stanisława Mazurkiewicza (1950)
- Nagroda Państwowa II stopnia za zespół prac z podstaw matematyki (1955)[14]
- Nagroda I stopnia Ministra Szkolnictwa Wyższego (1965, 1968, 1973)[3]

## Literatura dodatkowa
- H. Rasiowa, T. Traczyk, E. Grzegorek i C. Ryll-Nardzewski, P. Antosik, A. Pełczyński, Prace Romana Sikorskiego, „Wiadomości Matematyczne” 24 (2), s. 161–186, 1982.
- M. Mączyński i T. Traczyk, Roman Sikorski, „Wiadomości Matematyczne” 27 (2), s. 235–245, 1987.
- Encyklopedia szkolna Matematyka, WSiP, Warszawa 1990; ISBN 83-02-02551-8.